# طور تمهيدي

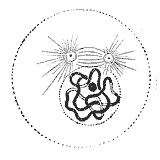

الطور التمهيدي (بالإنجليزية: Prophase)‏ هو المرحلة الأولى من الانقسام المتساوي (الميتوسيس)، والذي تسبقه مرحلة الطور البيني عند انقسام نواة الخلية. تبدأ هذه المرحلة من الانقسام بظهور الكروموسومات كخيوط واضحة تحت المجهر حيث تتجزأ الشبكة الصبغية إلى عدد من الخيوط المزدوجة طوليا تبدأ رفيعة ثم تزداد في السمك وتقل في الطول حيث تعرف بالصبغيات أو الكروموسومات ويتكون كل صبغي من نصفين طوليين يعرف منهما بالنصف صبغي ( أو الكروماتيد ) ويتلاقى كل كروماتيد مع الآخر في نقطة قرب أحد طرفيه تعرف بالسنتـرومير في نفـس تحدث تغيرات أخرى داخل الخلية ففي خلايا الحيوانات والنباتات الدنيا يتحرك الجسم المركزي ( السنتريـول) إلى الأطراف المضادة للنواة حيث تعمل كأقطاب للجهاز الانقسامي عند بدأ تكوينه ويتكون هذا الجهاز من شبكة من الخيوط الأنيبيبية الدقيقة حيث تتصل هذه الخيـوط بالسنتريولين لتكوين المغزل وأخـيرا تتكـون خيوط كروموسومية لتربط بين سنترومير الكروموسوم والسنتريولات ( تفقد خلايا النباتات العليا وبعض اللافقاريات الأجسام المركزية ولكنها تكون خيوط مغزلية ) وتختفي النويات خلال مراحل الطور التمهيدي المتأخر وينتهي هذا الطور بانهيار الغشاء النووي وبذلك لا تكون الكروموسومات معزولة عن السيتوبلازم .